# Helicopsyche haitiensis
Helicopsyche haitiensis är en nattsländeart som beskrevs av Banks 1938. Helicopsyche haitiensis ingår i släktet Helicopsyche och familjen Helicopsychidae. Inga underarter finns listade i Catalogue of Life.